# Anomala sapada
Anomala sapada är en skalbaggsart som beskrevs av Ohaus 1916. Anomala sapada ingår i släktet Anomala och familjen Rutelidae. Inga underarter finns listade i Catalogue of Life.